# Francisco Rubio (astronaute)
Pour les articles homonymes, voir Rubio.
Francisco Rubio, né le 11 décembre 1975 à Los Angeles, est un astronaute américain.

## Biographie

### Enfance et études
Rubio est né à Los Angeles, en Californie, mais a grandi à Miami, en Floride.
Il a obtenu une licence en relations internationales à l'Académie militaire américaine de West Point de New York en 1998 et un doctorat en médecine à l'Uniformed Services University of the Health Sciences en 2010.
Il effectue ensuite une résidence en médecine familiale à Fort Benning. Ensuite, il est superviseur de clinique et chirurgien de vol à Redstone Arsenal. 

### Carrière dans l'armée
Au moment de sa sélection en juin 2017, Rubio était chirurgien de bataillon pour le 3e bataillon du 10e groupe des forces spéciales aéroportées de l'armée américaine.

### Carrière à la NASA
En juin 2017, Francisco Rubio est sélectionné comme astronaute en tant que membre du Groupe d'astronautes 22 de la NASA. Il termine sa formation de base deux ans plus tard.
En décembre 2020, il est sélectionné pour faire partie de l'équipe Artemis.
En janvier 2022, Roscosmos annonce que si les accords sont signés avec la NASA, il volera à bord de Soyouz MS-22. La mission est lancée le 21 septembre suivant et Rubio rejoint la station spatiale internationale en compagnie des Russes Sergueï Prokopiev et Dimitri Peteline pour participer aux expéditions 67, 68 et 69.
Les dommages subis par le vaisseau spatial empêchent un retour sur Terre à la date prévue et ont pour effet de prolonger la mission. Lors de celle-ci, il réalise trois sorties extra-véhiculaires avec son collègue Josh Cassada, afin d'installer de nouveaux panneaux solaires iROSA sur la station. Il totalise ainsi plus de 21 heures dans le vide.
Prokopiev, Peteline et Rubio sont de retour sur Terre le 27 septembre 2023 à bord de Soyouz MS-23. Rubio est l'astronaute américain ayant mené la mission spatiale la plus longue, avec 370 jours.